# Nothotrichocera tasmanica
Nothotrichocera tasmanica är en tvåvingeart som beskrevs av Alexander 1926. Nothotrichocera tasmanica ingår i släktet Nothotrichocera och familjen vintermyggor. Inga underarter finns listade i Catalogue of Life.